# 12709 Bergen op Zoom
12709 Bergen op Zoom este un asteroid din centura principală de asteroizi.

## Descriere
12709 Bergen op Zoom este un asteroid din centura principală de asteroizi. A fost descoperit pe 15 noiembrie 1990 la Observatorul La Silla de Eric Walter Elst. Asteroidul prezintă o orbită caracterizată de o semiaxă mare de 2,64 ua, o excentricitate de 0,12 și o înclinație de 12,6° în raport cu ecliptica.